# Provincia de Santa Marta
La provincia de Santa Marta, también llamada gobierno de Santa Marta durante la época imperial española, fue una entidad administrativa y territorial de la Nueva Granada, creada el 16 de febrero de 1533 en el Virreinato del Perú a partir de los terrenos orientales de la Provincia de Tierra Firme. En 1717 una Real Cédula expedida por el rey Felipe V de España creó el Virreinato de Nueva Granada, por medio de la cual la provincia fue agregada a este último.
Durante la emancipación de las colonias americanas  (1810-1816), Santa Marta permaneció fiel a la Corona española, dimitiendo de las invitaciones de alianza tanto de Santafé como de las Provincias Unidas de la Nueva Granada. En la época de la Gran Colombia hizo parte del Departamento del Magdalena, el cual cubría territorialmente todo lo que hoy es la costa Caribe de Colombia.
Posteriormente a la disolución de este país (1830) perteneció a la República de la Nueva Granada, de carácter centralista, hasta que finalmente se implantó el sistema federal en la Nueva Granada en 1858 y la provincia pasó a ser entonces el Estado Soberano del Magdalena.

## Historia

### Época precolombina

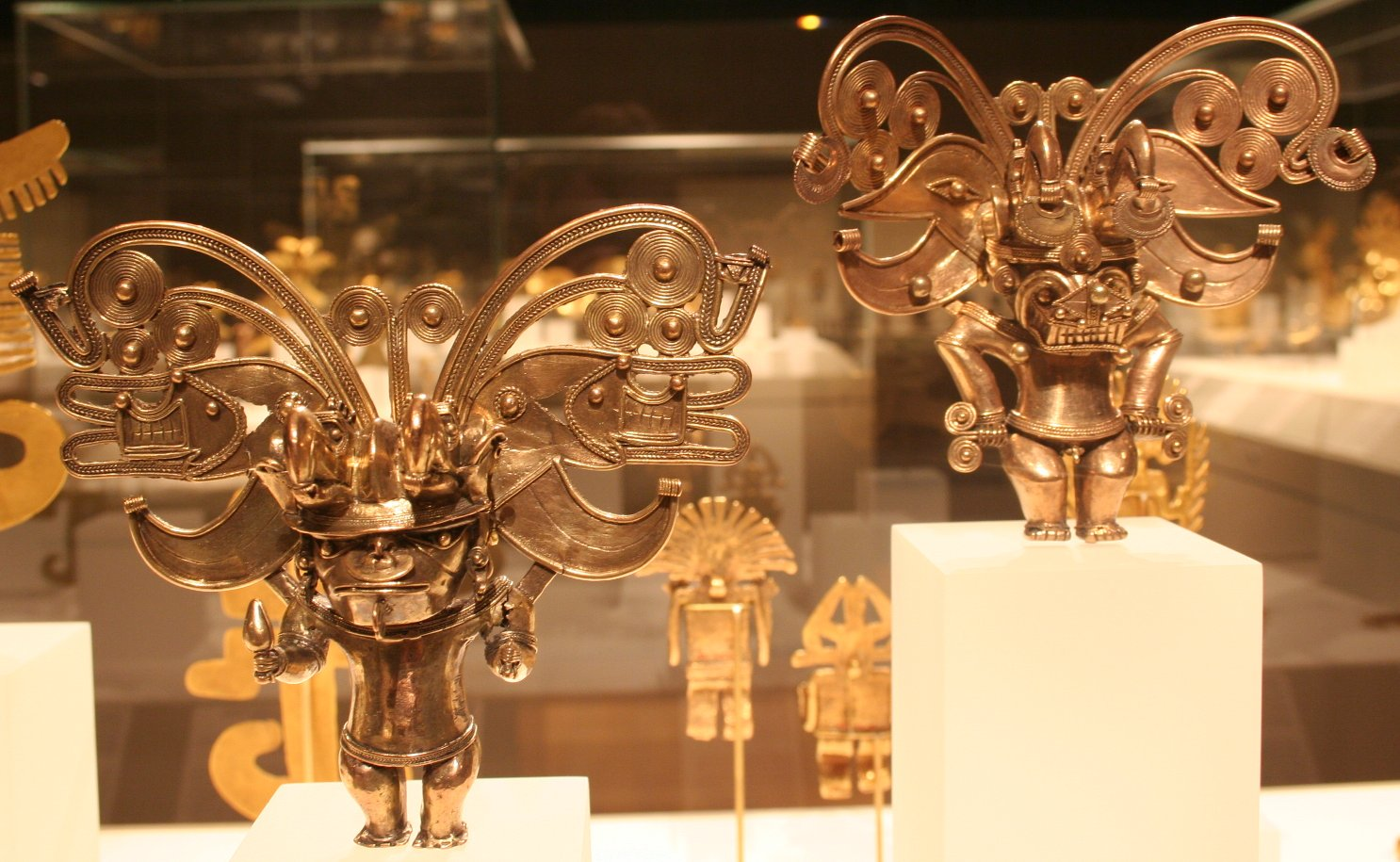
Orfebería Tayrona.

La región estaba dominada por tres grupos indígenas principales: Caribes, Tayronas y Arhuacos, si bien otras etnias importantes como los Malibú y los Chimila también habitaron la zona, hacia el interior. La mayoría de estos grupos fueron exterminados por diversas causas (enfermedades, esclavitud, guerras) una vez los españoles llegaron a tierras americanas. Los que sobrevivieron se refugiaron en la Sierra Nevada de Santa Marta y en la península de la Guajira.

### Conquista española
La costa Caribe de la Nueva Granada fue una de las primeras en ser visitadas por los conquistadores españoles. Fue en 1499 que Alonso de Ojeda bordeó las costas de la que luego sería la provincia y gobernación de Santa Marta, que en aquella época era llamada Tierra Firme.

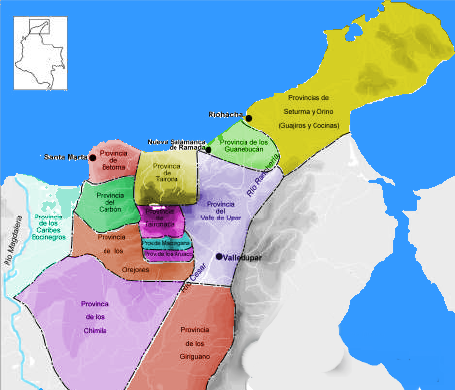
Provincias indígenas de la Gobernación de Santa Marta, alrededor de 1500.

Para 1510 se erigieron varias gobernaciones en la costa del Atlántico neogranadino, que iban desde el cabo Gracias a Dios, en el actual Nicaragua, hasta la península de la Guajira, llegando más tarde hasta el delta del río Orinoco, siendo las primeras en crearse: Santa Marta, Cartagena, Nueva Granada y Popayán, que dependían de la Real Audiencia de Santo Domingo. La jefatura de la gobernación estaba en manos de un gobernador. A medida que los exploradores y conquistadores penetraban más en el territorio, se iban ampliando o creando nuevas gobernaciones.
A principios del siglo XVI llegaron a la entonces llamada provincia de la Tierra Firme Vasco Núñez de Balboa y Rodrigo de Bastidas. Después de una larga travesía de exploración por tierra, Balboa fue nombrado jefe de la conquista y pacificación del Darién. Fue en el ejercicio de dicha labor que Balboa descubrió el Mar del Sur, además de obtener un inmenso botín de oro y perlas y hacer algunas fundaciones. Luego envió Balboa a Pedro de Arbolancha a España con los quintos reales del oro y perlas, encomendándole además la misión de comunicar al Rey la noticia del descubrimiento de un nuevo mar, el Mar del Sur, y solicitando la gobernación de Castilla del Oro. En mayo de 1514 llegó Arbolancha a la Corte de Madrid, con la sorpresa de que la noticia se había adelantado, y la Corte ya había nombrado a un gobernador, llamado Pedro Arias Dávila, hermano del marqués de Puñonrostro.
Pedro Arias Dávila, nombrado gobernador de Castilla de Oro, había salido de España el 12 de abril de 1514, es decir, un mes antes de la llegada de Pedro de Arbolancha, el enviado de Balboa, a la Corte de Madrid. Como gobernador recién nombrado, el Rey le proporcionó a Arias Dávila una armada compuesta de quince embarcaciones y mil quinientos hombres, sin contar familias ni tripulaciones. Entre los oficiales reales que hacían parte de la comitiva, se encontraban el cronista Gonzalo Fernández de Oviedo y el obispo franciscano fray Juan de Quevedo, a los cuales el Rey les había encargado dirigir el Consejo del Gobernador.
Luego de hacer escalas en Canarias y Santo Domingo, el gobernador llegó a las costas de lo que habría de ser Santa Marta. Al poner pie en tierra, la comitiva fue atacada por guerreros indígenas que ya antes habían alcanzado una victoria sobre el capitán Colmenares. Sin embargo, las tropas del gobernador tomaron la ventaja y persiguieron a los indígenas hasta un valle escondido en donde los nativos tenían sus casas y sementeras. Las calles del poblado indígena, según el relato de los cronistas, eran tan rectas y bien hechas que parecían trazadas a cordel. Allí permanecieron los españoles varios días, descubriendo enterradas unas urnas de barro en las que los indígenas depositaban las cenizas de sus difuntos. También encontraron mantas de algodón de muy buena hechura, y al interrogar a los indígenas, éstos les dijeron que las mantas provenían del interior, de una región montañosa y muy lejana.

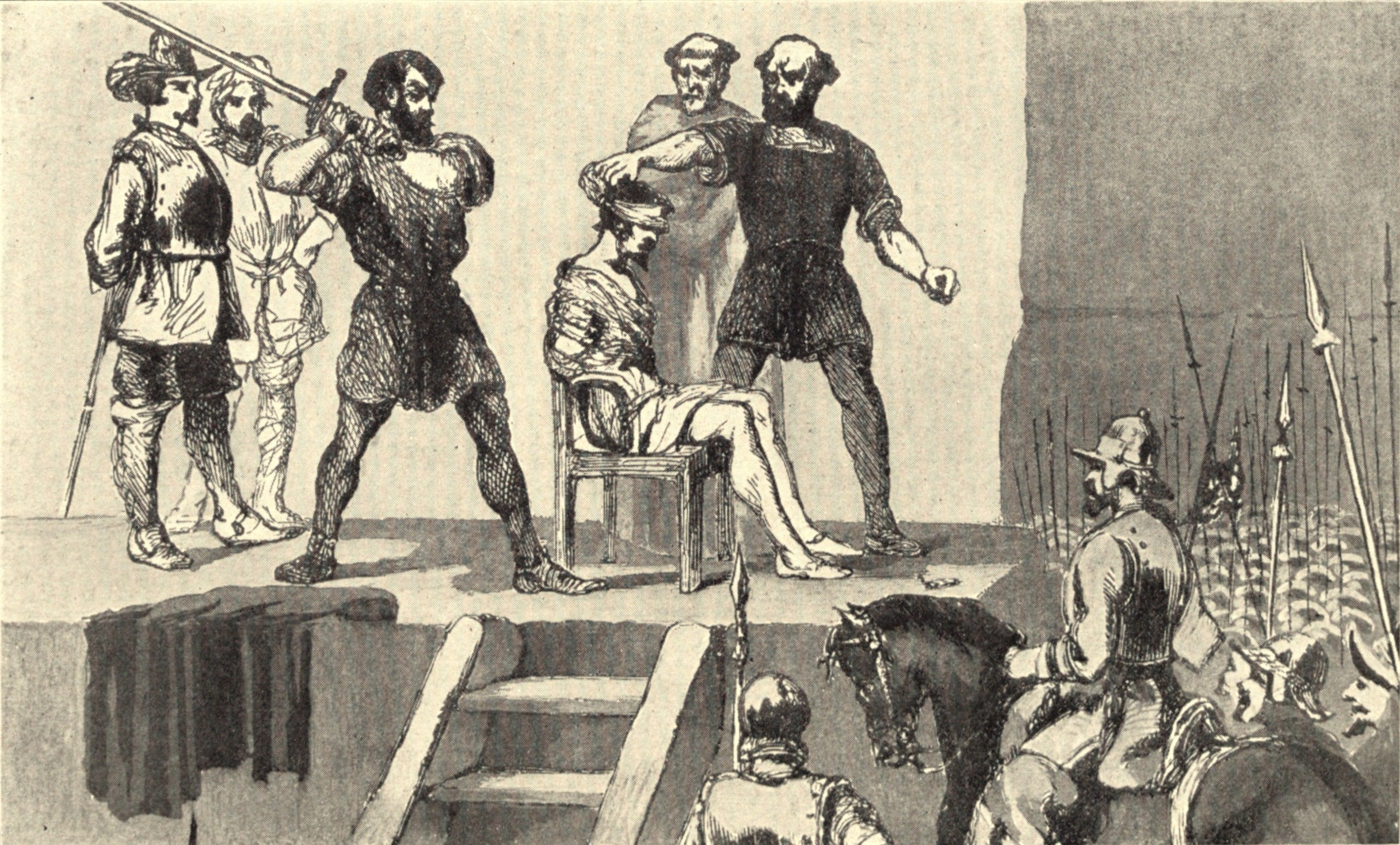
Ejecución de Vasco Núñez de Balboa.

Después de algún tiempo, partieron los hombres de Arias Dávila hacia el Darién, llegando a las inmediaciones de Santa Marta la Antigua, que había sido fundada por Diego de Nicuesa, desde donde el gobernador envió mensajeros a Vasco Núñez de Balboa para conminarle a que se sometiera a su autoridad. Balboa, que en ese momento se encontraba construyendo su casa con la ayuda de algunos indígenas, recibió el mensaje con gran sorpresa, pues esperaba que el Rey lo nombrara a él gobernador. Entonces los hombres de Balboa, que eran alrededor de cuatrocientos cincuenta, se sublevaron ante la noticia y conminaron a Balboa a que se opusiese al poder de Arias Dávila. Sin embargo, Balboa tranquilizó a sus hombres y los convenció de que fueran a recibir con honores al gobernador, al que todos le prestaron obediencia. Balboa fue recibido por Espinoza, recién nombrado alcalde mayor, y Arias Dávila le encargó varias misiones con el fin de tenerlo alejado del poder, pues sabía que Balboa no sólo era apreciado entre sus hombres, sino también entre los nativos. El gobernador, incluso, le ofreció a Balboa en matrimonio a una hija suya, que tenía en España. Pasado un tiempo, Arias Dávila no pudo soportar más la buena reputación que tenía Balboa entre la población, y lo hizo arrestar, aduciendo que quería independizarse, y condenándolo a muerte.
Debido a la excesiva crueldad que Arias Dávila mostraba para con los indígenas, el padre Francisco de San Román, desconcertado después de una matanza de nativos ordenada por el gobernador, presentó quejas ante el obispo Juan de Quevedo, quien también estaba al tanto de los malos tratos que Arias Dávila daba a los indígenas. En 1517, el obispo viajó a España para presentar el caso ante la Corte. En España se encontró con fray Bartolomé de las Casas, que también iba en una misión en defensa de los indígenas. El obispo Quevedo fue escuchado en audiencia ante el Emperador Carlos V y su Real Consejo, que expidió órdenes de respetar las disposiciones dictadas por el Consejo de Indias, que ordenaba buenos tratos y evangelización para los nativos. Sin embargo, las disposiciones reales fueron en su mayor parte desatendidas por Arias Dávila.
Como muestra de rechazo por la actitud cada vez más tiránica e intransigente de Arias Dávila, los padres Jerónimos trasladaron la silla episcopal a un nuevo territorio, fundado con el nombre de Panamá en 1518. Allí erigieron catedral y cabildo eclesiástico, y fue allí donde murió el obispo Juan de Quevedo, siendo reemplazado por el dominicano fray Vicente Pedraza.

#### Fundación de Santa Marta

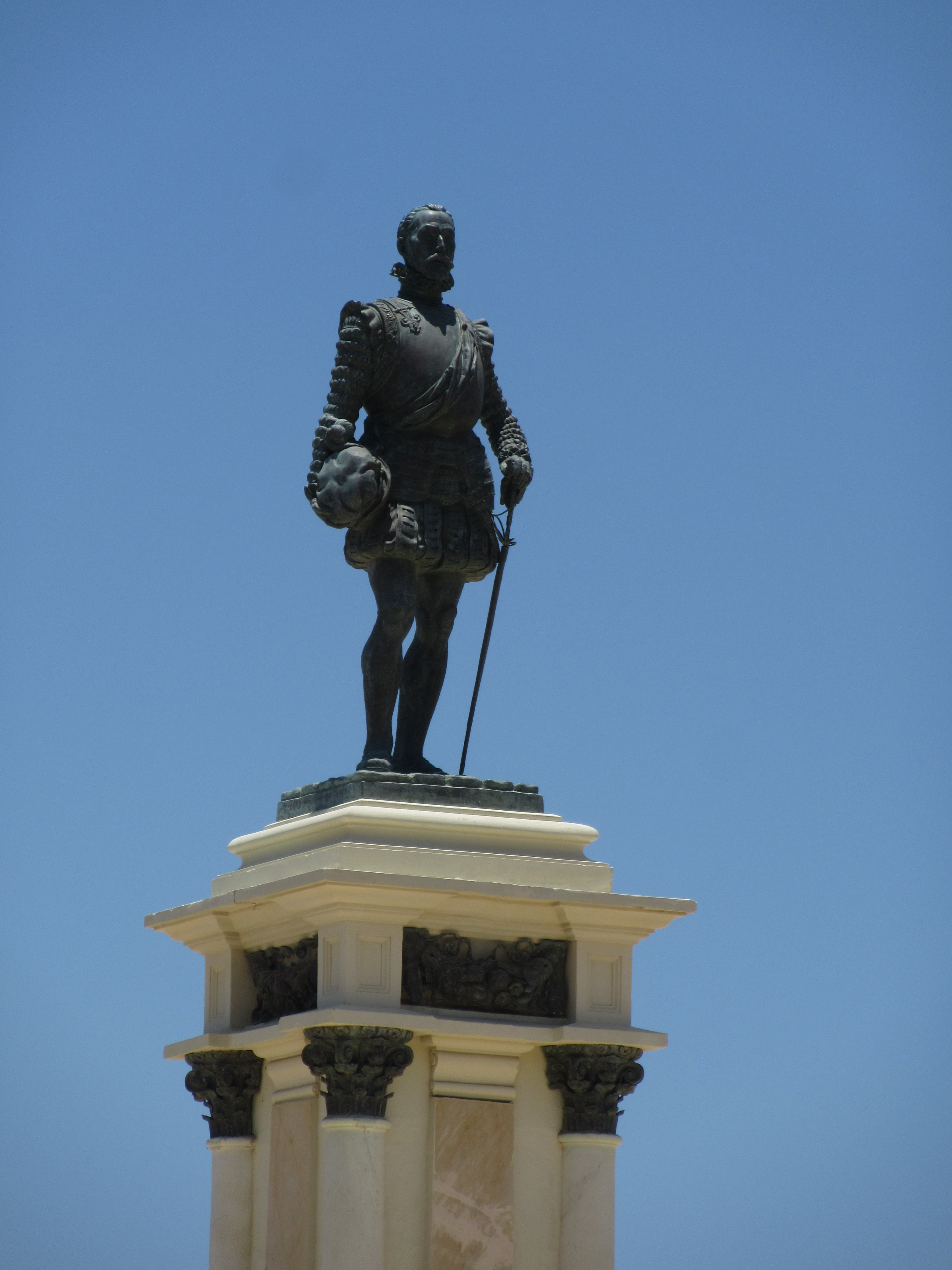
Monumento en honor a Rodrigo de Bastidas, fundador de Santa Marta.

En diciembre de 1521, Rodrigo de Bastidas, que tenía sus posesiones en la isla de Santo Domingo, pidió del Emperador Carlos V licencia para la fundación de una ciudad en la costa firme, señalando su jurisdicción desde el Cabo de la Vela hasta las Bocas de Ceniza del río Magdalena. El 6 de noviembre de 1524 se firmó en Madrid la capitulación que dejaba en firme el poblamiento de la provincia, y el 29 de julio de 1525 llegó Bastidas con su comitiva en cuatro buques a una ensenada cerca de Gaira. Por conmemorarse aquel día la festividad de Santa Marta de Betania, le dio a aquel sitio el nombre de Santa Marta, aunque para algunos historiadores, el nombre ya le había sido dado a la bahía desde 1501, cuando fue descubierta, mientras que Bastidas habría llegado en febrero de 1525. Bastidas desembarcó con cerca de cincuenta españoles, algunos de ellos con sus esposas, con el fin de formalizar la colonización. Entre los colonos que llegaron con Bastidas, figuraban Pedro Villafuerte como teniente general, el capitán Rodrigo Álvarez Palomino como maestre de campo, Juan Ledesma como contador real, el portugués Antonio Díaz de Cardoso y el capitán Juan de Sanct Martín, entre otros.
Ante la llegada de los colonos, los nativos de Gaira y Taganga ofrecieron un pacto de paz a los españoles, pero los tayronas y bondas no estuvieron dispuestos a hacer lo mismo y, por el contrario, atacaron el poblado español en múltiples ocasiones con flechas envenenadas. Entre tanto, Bastidas entró en alianza con los gairas, los tagangas y los dorsinos, quienes trabajaron en la fortificación de la ciudad, inicialmente con empalizadas. Poco después, debido a las insalubres condiciones de vida, Bastidas cayó enfermo. Entonces su teniente, Juan de Villafuerte, encabezó una conjura junto con Pedro de Porras y otros siete soldados descontentos por lo que consideraban el excesivo buen trato que Bastidas daba a los indígenas. Un día, aprovechando que Bastidas estaba en cama debido a su enfermedad, entraron a la habitación y lo atacaron con varias puñaladas. Sin embargo, cuando salieron, Bastidas, que no había muerto, comenzó a gritar pidiendo auxilio. Acudió entonces el maestre de campo de Bastidas, Rodrigo Álvarez Palomino, quien con la ayuda del resto de pobladores persiguió a los conjurados, y aunque estuvieron algunos días escondidos entre el monte, fueron capturados y enviados a juicio a Santo Domingo, donde fueron condenados a la horca. Bastidas nombró entonces a Palomino como teniente general y se embarcó para Santo Domingo para ser curado de sus heridas; sin embargo, las condiciones del viaje empeoraron su salud, y los vientos contrarios hicieron que la embarcación tuviera que desviar hacia Cuba, donde murió Bastidas en 1526.
El hijo de Bastidas, también llamado Rodrigo, que era por entonces deán de la catedral, hizo trasladar las cenizas de su padre a Santo Domingo.
Gobierno de Rodrigo Álvarez Palomino
Luego de la muerte de Rodrigo de Bastidas, quedó a cargo de la colonia su teniente general, Rodrigo Álvarez Palomino, quien convenció a los demás de la necesidad de conservar la paz sólo con las tribus indígenas vecinas, para no carecer de víveres, y hacer la guerra con otras más distantes como los zaca y los chairama. En consecuencia, se efectuaron varias entradas a la selva, donde los hombres de Palomino realizaron muchos saqueos y capturaron a un buen número de nativos, a los que vendieron como esclavos a Santo Domingo. Luego efectuó Palomino una entrada a las tierras montañosas de los bondas, de donde bajó derrotado, con pérdidas de numerosos hombres. 
Gobierno compartido entre Palomino y Badillo
Poco tiempo después partió para Santa Marta el nuevo gobernador, proveído por la Real Audiencia de Santo Domingo, llamado Pedro Badillo. Badillo llevaba como teniente coronel al madrileño Pedro de Heredia. Palomino, al enterarse de la noticia, se resistió a entregarle el mando a Badillo, alegando que era el legítimo teniente de Rodrigo de Bastidas, y que la provisión debía hacerla el Consejo de Indias. Badillo llegó con doscientos hombres, que eran pocos en comparación a los que tenía Palomino. Entonces Badillo, viendo que no podía resistir a su rival, que pretendía hacer uso de la fuerza, abandonó el puerto. Estando en tierra, el teniente Heredia había convencido a un capitán portugués de apellido Baez de que asesinara a Palomino, pero al enterarse este del plan, mandó ahorcar al capitán Baez. Badillo navegó hasta la ensenada de Concha, donde se hizo construir un fuerte, a donde Palomino llegó para atacarlo, pero gracias a la mediación de los capellanes de una y otra parte, pactaron una tregua hasta que la Corte resolviera el recurso interpuesto por Palomino, con la condición de que, mientras eso ocurría, ambos tuvieran el mismo poder.
Badillo y Palomino planearon el ataque a Pargüeyes, una población tairona a la cabeza de la ciénaga, hacia la montaña, de donde regresaron derrotados a Santa Marta. Entonces decidieron ir con todos sus hombres por la costa hasta la Ramada. Badillo iba adelante con trescientos soldados de infantería y setenta de caballería, mientras que Palomino lo seguía en la retaguardia con una pequeña escolta de caballería, pero cuando intentaba pasar un río, resbaló su caballo y desapareció con el jinete. Palomino no volvió a aparecer, aunque el caballo fue encontrado río abajo.
Gobierno de Pedro Badillo
Con la desaparición de Palomino, Pedro Badillo quedó como único gobernador de Santa Marta. Al asumir el cargo en solitario, persiguió a los soldados y funcionarios de Palomino; a algunos les hizo torturar y a otros los despojó de sus bienes, como hizo con el capitán Fernán Bermejo. Partió luego Badillo, a la cabeza de su ejército, hacia la Ramada, y luego sitió por varios meses el Valle de Upar, de donde regresó finalmente a Santa Marta con un enorme cargamento de oro y numerosos indígenas esclavizados.

### Época española
Gobierno de García de Lerma

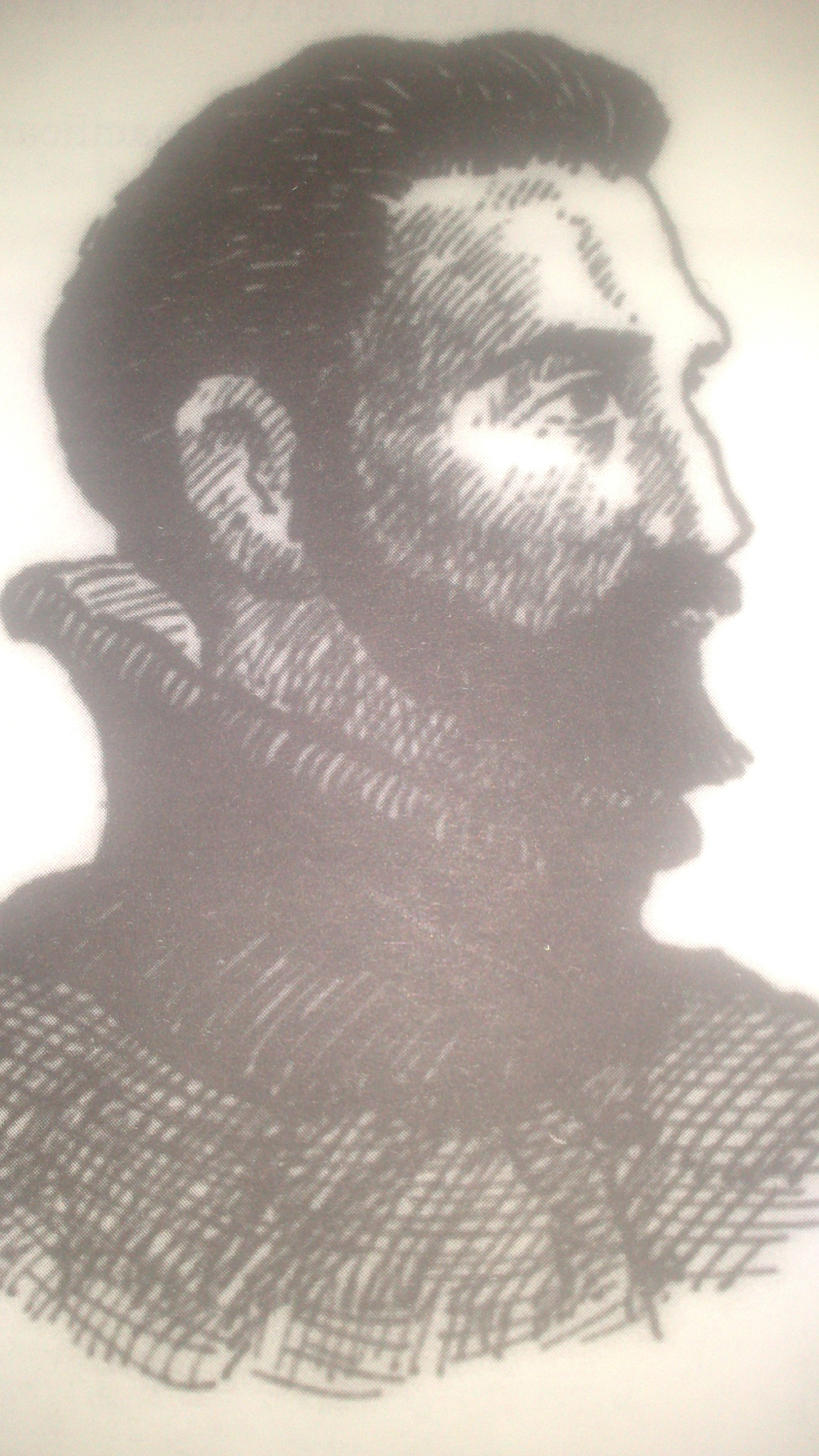
El gobernador García de Lerma.

En 1528, el Emperador Carlos V proveyó el gobierno de Santa Marta a García de Lerma, gentilhombre de la Corte, natural de Burgos, con el fin de acabar con el desorden militar y dar a la colonia un ambiente más civil. El Rey extendió la gobernación de Santa Marta desde el río Magdalena hasta el lago de Maracaibo. Las instrucciones reales prohibían que los indígenas siguieran siendo esclavizados, por lo que el Rey nombró como vicario y protector de indios al dominico fray Tomás Ortiz, a quien le asignó una parte de los diezmos, encomendándole la evangelización de los nativos. El Rey le exigió al nuevo gobernador que promoviera la agricultura. Para ese fin, García de Lerma contrató a agricultores portugueses que llevaron semillas de hortalizas europeas; también buscó albañiles, herreros y carpinteros. El nuevo gobernador envió primero a un licenciado que apresó a Pedro Badillo y lo condenó a tortura por haberse apoderado del quinto real. Posteriormente, Badillo fue enviado prisionero a España, pero el barco que lo llevaba naufragó en el viaje.
En 1529 llegó García de Lerma a Santa Marta con una comitiva de cuatrocientos hombres. Como las chozas de la ciudad eran todas hechas de paja, ordenó la construcción de la primera casa de mampostería, a fin de que sirviera de palacio de la gobernación. Luego comenzó un recorrido de reconocimiento por el territorio de su jurisdicción. En la Ramada ordenó que se buscasen minas, luego visitó las poblaciones indígenas de Bosingua y Alaringua, y después regresó a la capital. A fray Tomás Ortiz le asignó el gobernador la encomienda de Bodinga, a fin de que tuviese con qué mantener a los religiosos. Se construyó la primera iglesia, que fue el origen de la provincia dominicana de San Antonio, cuyo primer prior fue el padre Méndez.
Al poco tiempo llegó de Roma la bula de nombramiento de primer obispo de Santa Marta para el padre fray Tomás Ortiz, firmada por el papa Clemente VII, que mandaba erigir una catedral que fue terminada en 1531. El obispo Ortiz nombró a fray Pedro Durán como primer párroco de la ciudad, y nombró a otros para párrocos de los pueblos vecinos.
Tiempo después, envió a Pedro de Lerma, su sobrino, al mando de una comisión de exploración al Valle de Upar. Esta comisión recorrió el río Cesar (llamado río Zazari por los nativos) hasta Tamalameque, y desde este punto por la ribera del río Magdalena hasta un río al que llamaron Lebrija, en honor al capitán Antonio Lebrija, uno de los que comandaban la expedición. Otra comisión partió al mando del obispo fray Tomás Ortiz, con el fin de catequizar a los indígenas de la Ciénaga.
En los últimos años del gobierno de García de Lerma, su avanzada edad y las enfermedades que padecía le impidieron ponerse al mando del gobierno, situación que fue aprovechada por varios capitanes para organizar expediciones de saqueo contra los indígenas. Finalmente, García de Lerma murió en 1532.
Gobierno interino de Rodrigo Infante
Muerto el gobernador García de Lerma, la provincia de Santa Marta se sumió en la anarquía. Los indígenas empezaron a sufrir tales maltratos que, al año siguiente, los bondas y los jerivocas se revelaron y una noche dieron muerte a muchos españoles y negros, mientras dormían. Entonces la Audiencia de Santo Domingo proveyó al oidor Rodrigo Infante como gobernador interino, con don Antonio Vesos como su teniente general. Infante dispuso que el capitán Cardoso saliese al mando de una tropa con el fin de pacificar a los bondas. Cardoso volvió victorioso de la campaña, con algunos indígenas prisioneros, que vendió como esclavos a las islas de Barlovento, pese a las protestas y oposición del obispo Tomás Ortiz. Estos hechos decidieron al obispo a emprender un viaje a España, con el fin de presentar quejas formales ante el Rey contra el maltrato de los nativos. Sin embargo, el obispo murió poco después de desembarcar en España.
Hechos posteriores
Por medio de una Real Cédula de 1717, la provincia de Santa Marta entró a formar parte del Virreinato de Nueva Granada, separándose éste del de Perú. Esta provincia estaba constituida por tierras de Santa Marta y Riohacha, extendiéndose desde la desembocadura del Río Magdalena a lo largo de su margen derecha hasta el sur del actual municipio de Ocaña en el actual departamento de Norte de Santander, y desde Dibulla, bajando por el sector central montañoso de la Sierra Nevada de Santa Marta para atravesar por Fundación, y ensancharse en el sitio que hoy ocupa Chiriguaná, e internarse en la Sierra de Perijá hasta territorio de la República de Venezuela.
Durante esta época la provincia tuvo un gran auge económico debido al descubrimiento de perlas en sus costas, especialmente en la región de la Guajira (lo que conllevó a disputas son las vecinas provincias venezolanas). Sin embargo el centro de comercio con la metrópoli fue tornándose hacia Cartagena, por lo que Santa Marta poco a poco cayó en el olvido.

### Emancipación
En 1810 Santa Marta comprendía la zona que hoy corresponde a los departamentos del Magdalena, Cesar, la zona de Ocaña y algunos municipios de los Santanderes. Ese mismo año Santa Fe de Bogotá y otras 15 localidades de la Nueva Granada establecieron Juntas Supremas. Entre estas juntas estaban la de Santa Fe de Antioquia (presidida por Francisco de Ayala), la de Cali (Joaquín de Caizedo y Cuero), la de Cartagena (José María García de Toledo), la de Mompós (José María Salazar y José María Gutiérrez de Caviedes), la de Neiva (José Domingo Falla), la de Pamplona (Domingo Tomás de Burgos), la de Popayán (Miguel Tacón, substituido por Joaquín de Caizedo y Cuero), la de Santa Marta (Víctor de Salcedo), la del Socorro (José Lorenzo Plata), la de Sogamoso (Domingo José Benítez), la de Tunja (Juan Agustín de la Rocha), la de Nóvita (Miguel Antonio Moreno), la de Mariquita (Francisco de Mesa y Armero), la de Girón (Eloy Valenzuela) y la de Citará (José María Valencia). Estas provincias crearon la Primera República independiente de Colombia conocida como Provincias Unidas de la Nueva Granada.
Sin embargo un golpe realista dirigido por José María Martínez en diciembre de 1810 pasó a tener control de la junta samaria, lo que la convirtió en una de las pocas provincias leales a la corona. Es entonces cuando el gobierno patriota se traslada a Cartagena. Más tarde en 1813 las regiones de Valledupar (o Valle de Upar) y Tamalameque proclaman la independencia y se anexionan a Cundinamarca, siendo seguidas por Chiriguaná y Barrancas.
El nuevo gobernador y capitán general de Nueva Granada, Francisco Montalvo Ambulodi se posesiona de su cargo en Santa Marta el 30 de mayo de 1813, siendo ascendido a virrey el 28 de abril de 1816. El enviado español General Pablo Morillo llegó a Santa Marta el 22 de julio de 1815 para iniciar la reconquista de la Nueva Granada.

### Época republicana

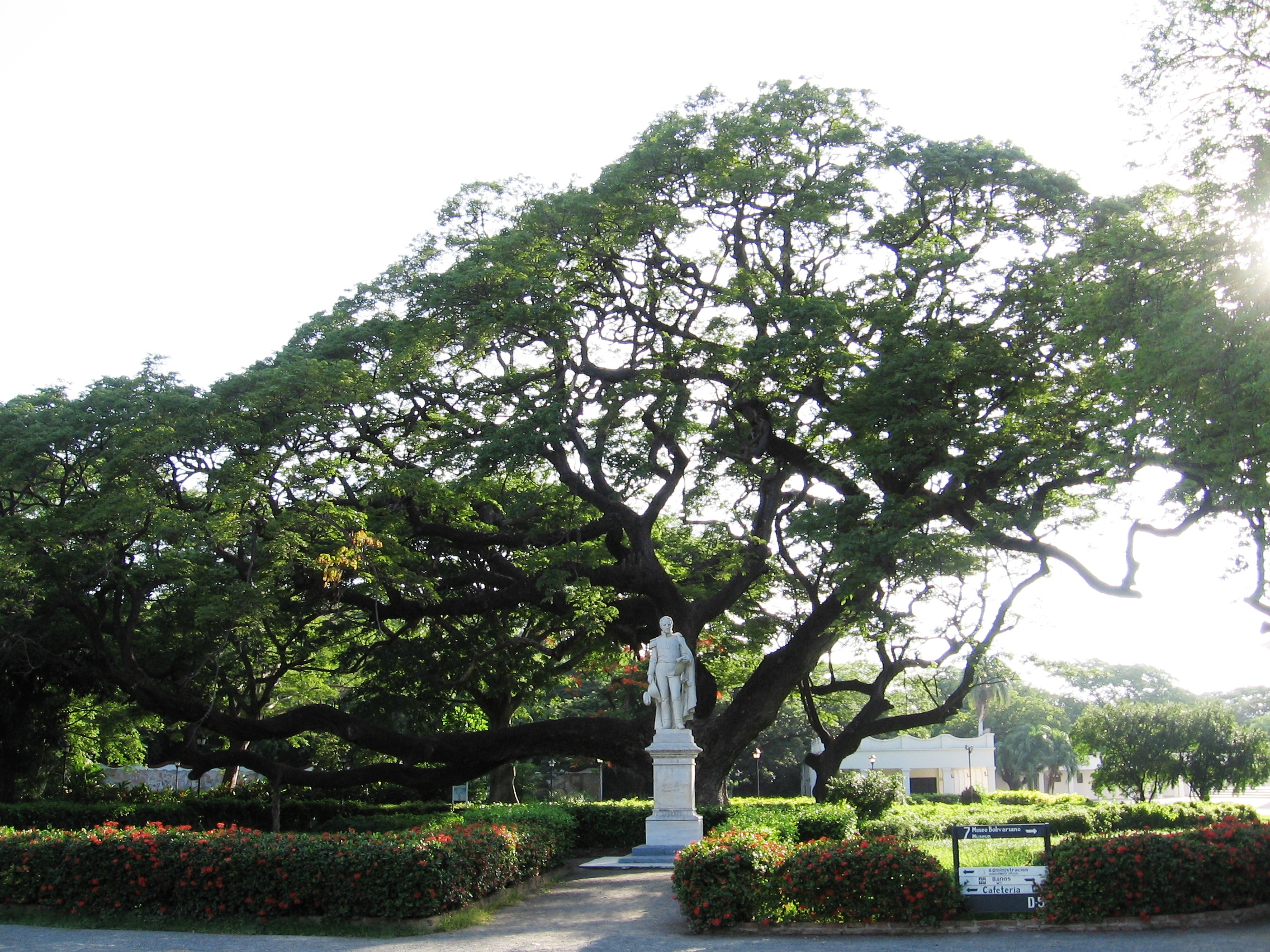
Quinta de San Pedro Alejandrino, lugar donde murió el Libertador Simón Bolívar en 1830.

La campaña patriota dirigida a Santa Marta en 1819 se llevó a cabo después las victorias en la batalla de Boyacá y la del Pantano de Vargas.
El 17 de diciembre de 1819 fue expedida en el Congreso de Angostura la Ley Fundamental que creó la República de Colombia, cuyo vicepresidente fue el medellinense Francisco Antonio Zea. Quedaron unidas la Nueva Granada y Venezuela, divididas en tres departamentos: Cundinamarca, Venezuela y Quito. Santa Marta quedó como provincia del departamento de Cundinamarca.
El 12 de julio de 1821 el Congreso de Cúcuta, bajo la presidencia de José Manuel Restrepo, expidió la Constitución de Cúcuta, basada en la de Angostura, que dividió la República en departamentos y a éstos en provincias. Santa Marta quedó como provincia del departamento de Magdalena y su capital continuó siendo la ciudad homónima.
Ante la disolución de Colombia en 1830 y por Ley Fundamental de 17 de noviembre de 1831, Santa Marta adquirió el carácter de departamento. En la constitución de 1832 la Nueva Granada se subdividió en provincias (las mismas de 1810), siendo Santa Marta una de ellas, conformada por los actuales departamentos de Magdalena, Cesar, y parte de Norte de Santander.
La Constitución de 1843 efectuó una nueva división de la República de la Nueva Granada en provincias, y estas a su vez en cantones y estos en distritos parroquiales; veinte provincias fueron conformadas, incluida en ellas la de Santa Marta. En 1850 fue segregado de la provincia de Santa Marta el valle del río Cesar del cual se creó la provincia de Valledupar.
Al volver los conservadores al poder en 1855, el Congreso aprobó la creación de estados federales. La Confederación Granadina de 1857 estuvo integrada por 8 Estados Federales, siendo uno de ellos el Estado Soberano del Magdalena, formado por las provincias de Santa Marta, Riohacha, Valle de Upar y parte de Mompós y Ocaña. La tendencia al federalismo fue confirmada por la Constitución de 1858, que cambio el nombre del país a Confederación Granadina y adoptó el régimen federal.

## Gobernadores

### Durante la independencia
| Periodo                  | Periodo                  | Intendente                     | Ciudad de origen     |
| Inicio                   | Final                    | Intendente                     | Ciudad de origen     |
| ------------------------ | ------------------------ | ------------------------------ | -------------------- |
| 10 de octubre de 1821    | 1 de enero de 1822       | Manuel Romay y Campuzano       | Bogotá               |
| 1 de enero de 1822       | 22 de marzo de 1822      | Mariano Montilla               | Caracas, Venezuela   |
| 22 de marzo de 1822      | 22 de enero de 1823      | Henrique Rodríguez Santuario   | Cartagena            |
| 14 de enero de 1823      | 4 de marzo de 1824       | José de Ucrós y Paredes        | Cartagena            |
| 4 de marzo de 1824       | 19 de mayo de 1824       | Ignacio de Cavero y Cárdenas   | Mérida, México       |
| 19 de mayo de 1824       | 19 de abril de 1825      | Carlos Soublette               | La Guaira, Venezuela |
| 19 de abril de 1825      | 21 de julio de 1825      | Mariano Montilla               | Caracas, Venezuela   |
| 21 de julio de 1825      | 9 de diciembre de 1825   | José María del Real Hidalgo    | Cartagena            |
| 9 de diciembre de 1825   | 22 de diciembre de 1825  | Juan de Dios Amador (interino) | Cartagena            |
| 22 de diciembre de 1825  | 26 de agosto de 1826     | Mariano Montilla               | Caracas, Venezuela   |
| 26 de agosto de 1826     | 28 de septiembre de 1826 | José María del Real Hidalgo    | Cartagena            |
| 28 de septiembre de 1826 | 3 de diciembre de 1826   | Juan de Dios Amador            | Cartagena            |
| 3 de diciembre de 1826   | 18 de diciembre de 1826  | Jorge López                    | Cartagena            |
| 18 de diciembre de 1826  | 26 de septiembre de 1827 | José María del Real Hidalgo    | Cartagena            |
| 26 de septiembre de 1827 | 11 de octubre de 1827    | Lázaro María de Herrera Loaiza | Cádiz, España        |
| 11 de octubre de 1827    | 11 de diciembre de 1827  | José Montes Noa                | Cartagena            |
| 11 de diciembre de 1827  | 18 de diciembre de 1827  | Joaquín María Tatis            | Cartagena            |
| 18 de diciembre de 1827  | 23 de enero de 1828      | José Montes Noa                | Cartagena            |
| 23 de enero de 1828      | 1 de junio de 1829       | Vicente de Ucrós Paredes       | Cartagena            |

## Geografía

### Límites

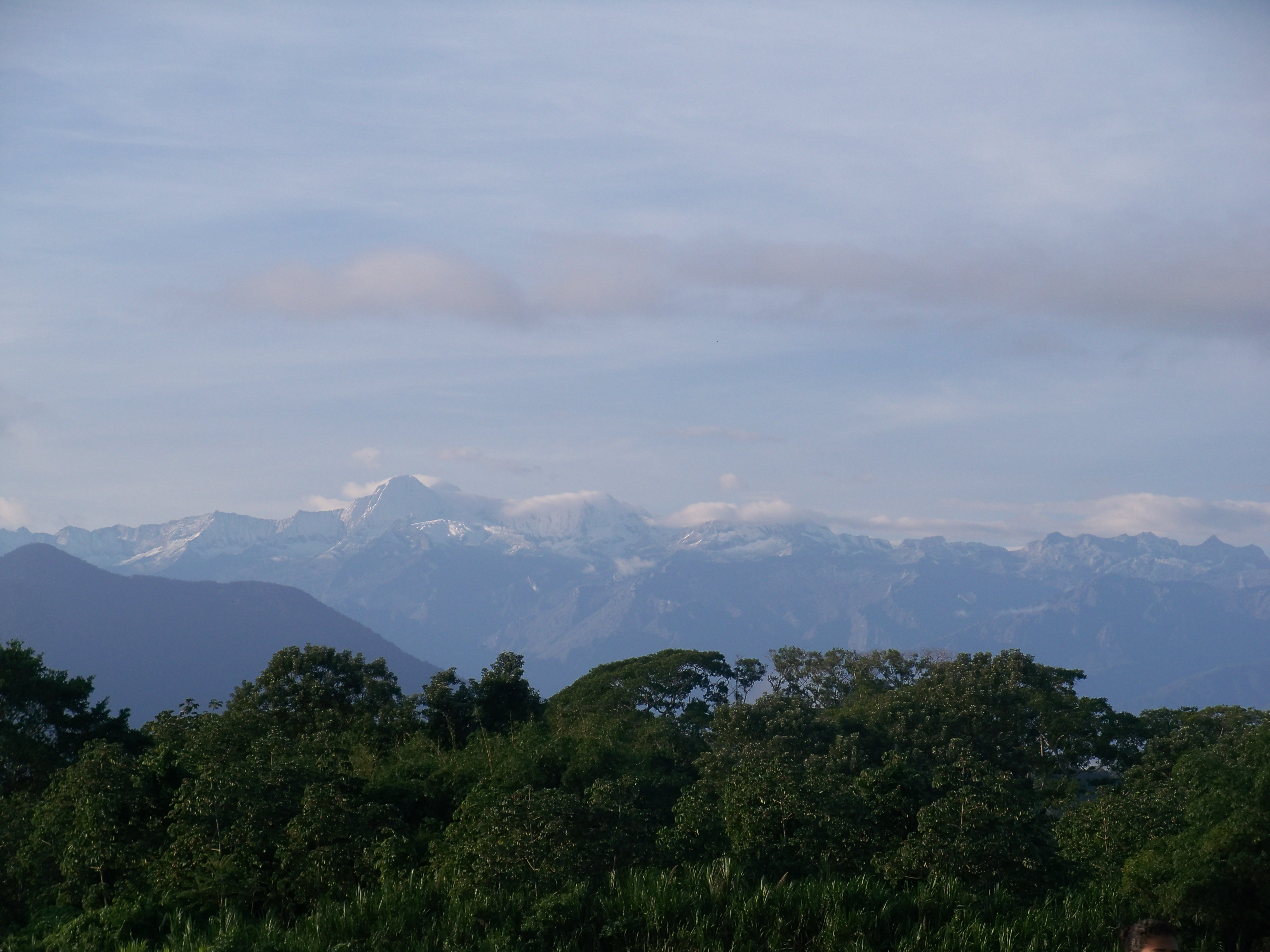
La Sierra Nevada de Santa Marta.

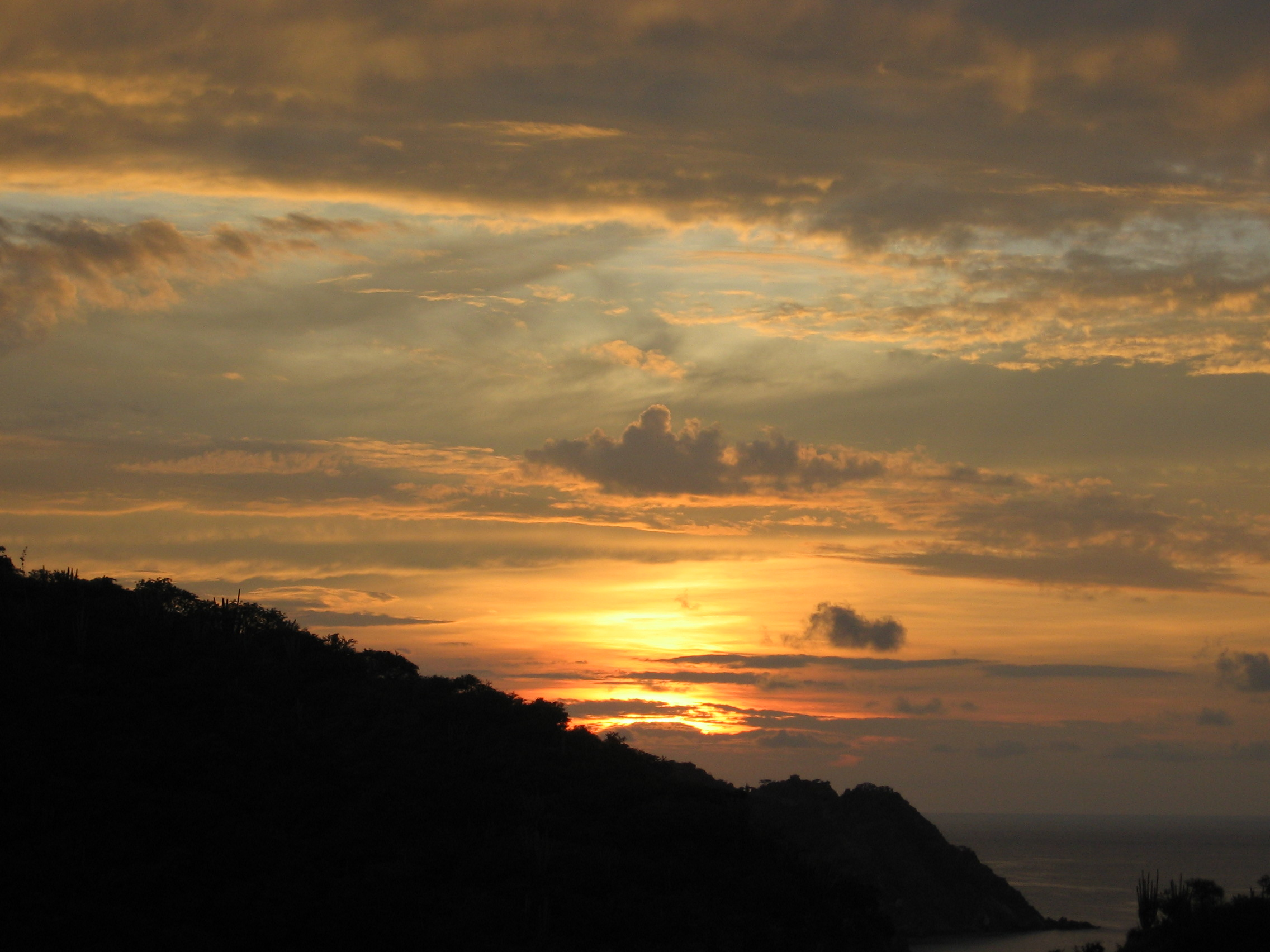
Amanecer en Taganga, cerca a la ciudad de Santa Marta.

Los límites de la provincia no fueron estables a lo largo de los 300 años de dominio español en la región. Si bien casi siempre el perfil de la provincia correspondía a la costa Caribe colombiana que se encuentra al este del río Magdalena, las constantes agregaciones y segregaciones (en especial de la península Guajira) cambiaban mucho la faz del territorio. El poco conocimiento de la tierra no permitió establecer límites determinados entre una y otra gobernación, salvo el caso de variaciones geográficas naturales plenamente identificables.
Al momento de la proclamación de independencia (1811), Santa Marta confinaba con las siguientes provincias (en el sentido de las agujas del reloj): Cartagena, Riohacha, Maracaibo, Pamplona y Socorro. Los límites entre provincias no estaban del todo claros ya que, excepto por la frontera que marcaba el río Magdalena, nunca fueron determinados claramente.

### Aspecto físico

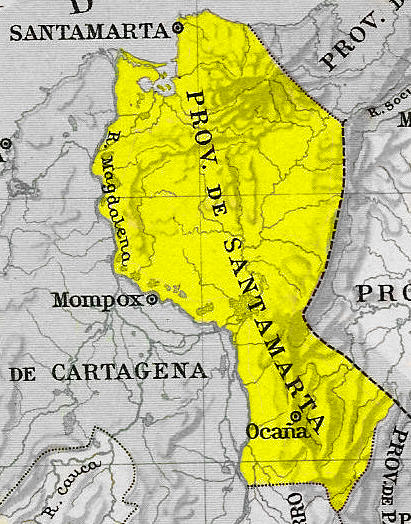
Provincia de Santa Marta.

La provincia de Santa Marta ocupaba toda la franja costera que iba desde la ribera oriental del río Magdalena hasta la península de la Guajira, formada por una suave planicie tan solo interrumpida por la enorme Sierra Nevada de Santa Marta.
Al igual que los modernos departamentos que precedieron a la provincia y subsiguiente estado soberano, el terreno estaba recorrido por un sinnúmero de ríos, quebradas y caños, de entre los cuales se destacaba el Magdalena, que en aquellos días servía no solo para la práctica de la pesca como actividad económica sino para la comunicación y el comercio con las regiones del interior del país.

### División territorial
La provincia de Santa Marta tuvo diversos tipos de división de su territorio. En un principio se encontraba dividida en partidos, que luego pasaron a llamarse jurisdicciones. Con la llegada de la independencia, estas subdivisiones pasaron a llamarse cantones, que cambiaron las antiguas jurisdicciones de extensión, y por tanto algunas de éstas fueron suprimidas. En 1825 la provincia se encontraba distribuida en los cantones de Ocaña, Santa Marta, Tamalameque, Tenerife, Valencia y Upar. Desde 1835 Santa Marta estaba conformada por los cantones de Santa Marta, Ciénaga, Chiriguaná, Ocaña, Plato, Tenerife y Valledupar.
Entre 1843 y 1851 la provincia estaba conformada por los siguientes cantones, distritos parroquiales y aldeas:
- Cantón de Santa Marta: Santa Marta, Bonda, Gaira, Guaimaro, Mamatoco, Masinga, Remolino, Salamina, Sitionuevo y Taganga.
- Cantón de Chiriguaná: Chiriguaná, Becerril, Chimichagua, Jagua, Paso, Saloa y Tamalameque.
- Cantón de Ciénaga: Ciénaga, Fundación, Medialuna, Pivijay y Pueblo Viejo.
- Cantón de Plato: Plato, Belén, El Banco, Guamal, Pinto, San Zenón, San Fernando, San Sebastián y Santa Ana.
- Cantón de Tenerife: Tenerife, Cerro de San Antonio,  Heredia, Punta de Piedra y El Piñón.
- Cantón de Valledupar: Valledupar, Atánquez, Espíritu Santo, Jobo, Paz, San Sebastián, Tupes, Badillo y Valencia de Jesús.

## Demografía
De acuerdo a los datos suministrados por el secretario del virreinato Francisco Silvestre, en su libro Descripción del Reino de Santafé de Bogotá en 1789, la población de la provincia ascendía a los 39.942 habitantes. En 1835, la provincia contaba ya con 46.587 habitantes.
Según el censo de 1851, la provincia contaba con 36.485 habitantes, de los cuales 17.883 eran hombres y 18.602 eran mujeres.
| Evolución demográfica de la provincia de Santa Marta |
|                                                      |

## Economía
Una de las principales actividades económicas de la región era la pesca de perlas. Esta actividad más el intercambio de bienes que mantenía con España hacían de Santa Marta una de las ciudades más ricas de la Nueva Granada.
Algunos alimentos que se producían en la provincia, tales como el cacao (que era muy apetecido por su sabor), el tabaco, el algodón, el vino, palma, madera, azúcar, maíz, etc, eran vendidos tanto en el interior como en el exterior del país.